# Serra de la Safor
La serra de la Safor és una alineació muntanyosa entre les comarques de la Safor, el Comtat i la Marina Alta, al País Valencià. Al bell mig de la serra trobem la gran formació del Circ i l'Alt de la Safor que s'alça fins als 1.012 msnm.
La serra s'estén de sud-oest a nord-est, de clara influència Bètica, entre els municipis de l'Orxa (el Comtat), Vilallonga (la Safor) i la Vall de Gallinera (la Marina Alta). Pel nord el riu d'Alcoi o Serpis la separa del conjunt de la Cuta, i pel sud el Pla de la Llacuna la diferencia de la serra de l'Almirant. Cap a l'est l'alineació segueix a través de la serra Gallinera, a l'altura de Vilallonga.
La serra de la Safor presenta una gran riquesa de paisatges on destaca el del Circ de la Safor o el congost del barranc de l'Infern format pel riu Serpis al seu pas entre les serres de la Safor i la Cuta. També es troben cabaloses fonts i refugis com els de Bassiets, Olbis i Serquera. La bona conservació dels boscos de ribera a la vora del Serpis i la vegetació i fauna característiques dels vessants pedregosos presents als penya-segats del Circ de la Safor li han valgut la protecció sota la figura de Lloc d'importància comunitària de la Xarxa Natura 2000 de la Unió Europea des de l'any 2001.